# Mississippi Delta
Pour le delta du fleuve Mississippi, voir Delta du Mississippi.

Carte.

Le Mississippi Delta est une région du nord-ouest de l'État américain du Mississippi qui s'étend entre la rivière Yazoo (à l'est) et le fleuve Mississippi (à l'ouest). La région a été appelée « The Most Southern Place on Earth » (la région la plus sudiste de la terre, « sudiste » dans le sens du Sud profond américain) à cause de son histoire raciale, culturelle et économique unique. Ce fut l'une des régions de culture du coton les plus riches des États-Unis. Avant la guerre de Sécession, la région attira beaucoup de spéculateurs qui développèrent la terre pour des plantations de coton. Ils devinrent de riches planteurs grâce au travail des esclaves noirs, qui constituaient alors la majorité de la population de cette région.
Les musiciens afro-américains y développèrent des formes particulières de blues (Delta blues) et de jazz. Si les Afro-américains sont majoritaires dans plusieurs comtés de la région, 400 000 quittèrent l'État lors de la Grande migration afro-américaine au cours du XXe siècle, vers les villes industrielles du nord-est, du Midwest et de l'ouest. Comme l'agriculture ne peut fournir beaucoup de travail, la région cherche à diversifier son économie. 
La région est sujette à des inondations du Mississippi dont les plus importantes furent celles de 1927 et de 1911 (en).
La région ne doit pas être confondue avec celle du delta du fleuve Mississippi qui se retrouve en Louisiane.